# Cubito

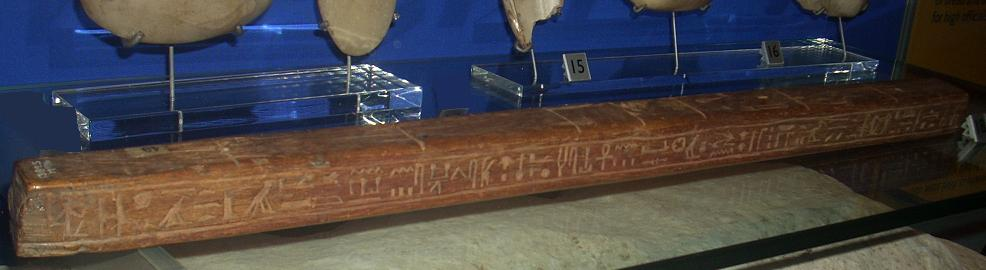
Un cubito dell'antico Egitto, lungo 0,52 m

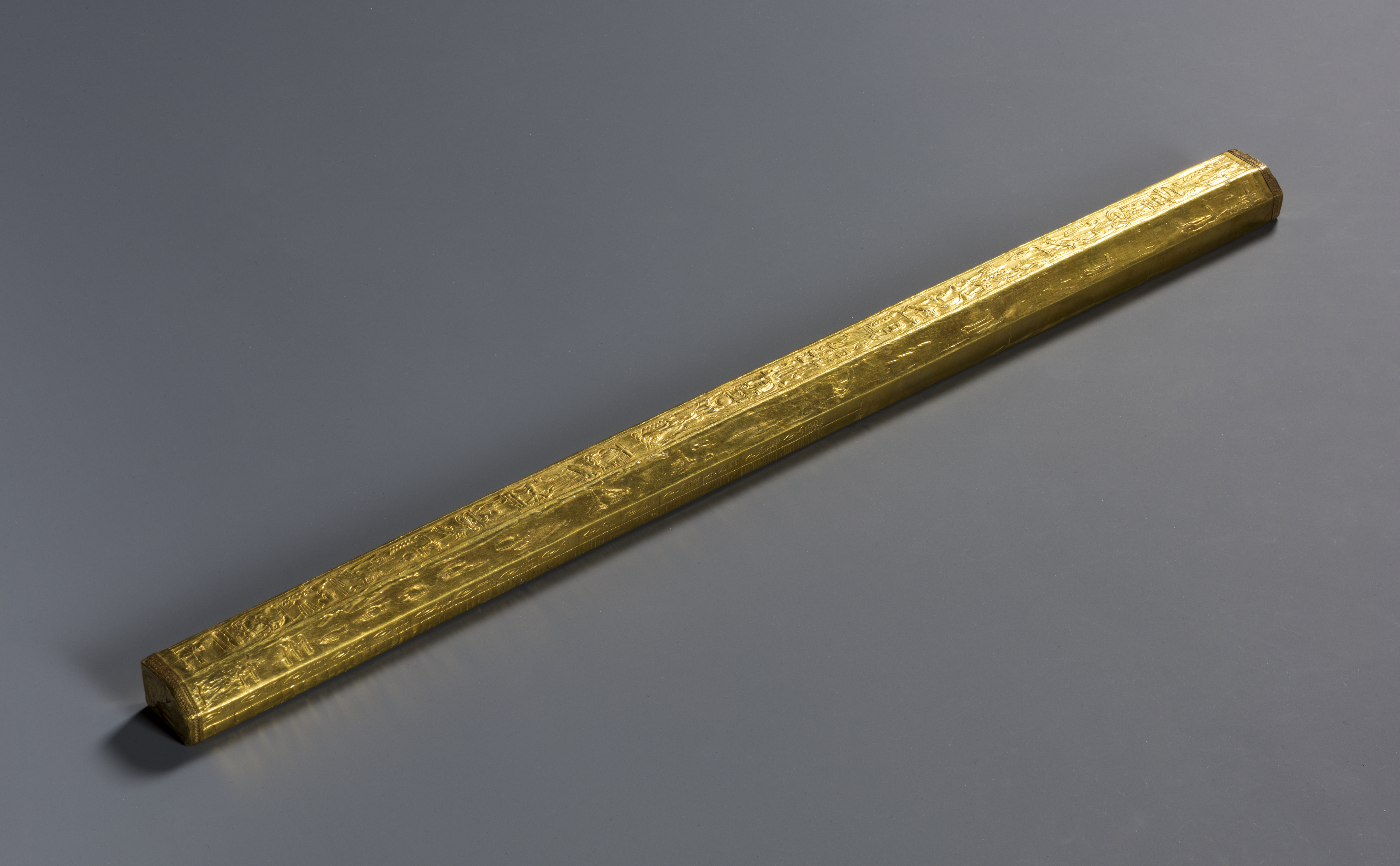
Cubito regale appartenente al faraone Amenofi II

Cubito pieghevole in legno risalente al Nuovo Regno

Il cùbito (in latino cubitum, cioè gomito) era la misura di lunghezza più comune dell'antichità definita dalla distanza dal gomito alla punta delle dita.
In alcuni paesi rimase in uso fino all'epoca medievale, poi venne usualmente sostituito dal "braccio" che arrivava dalle dita fino alla spalla. In Toscana, prima del 1860 quando con l'annessione al Regno d'Italia fu adottato anche il sistema metrico decimale, aveva una misura pari a 58,4 cm. 

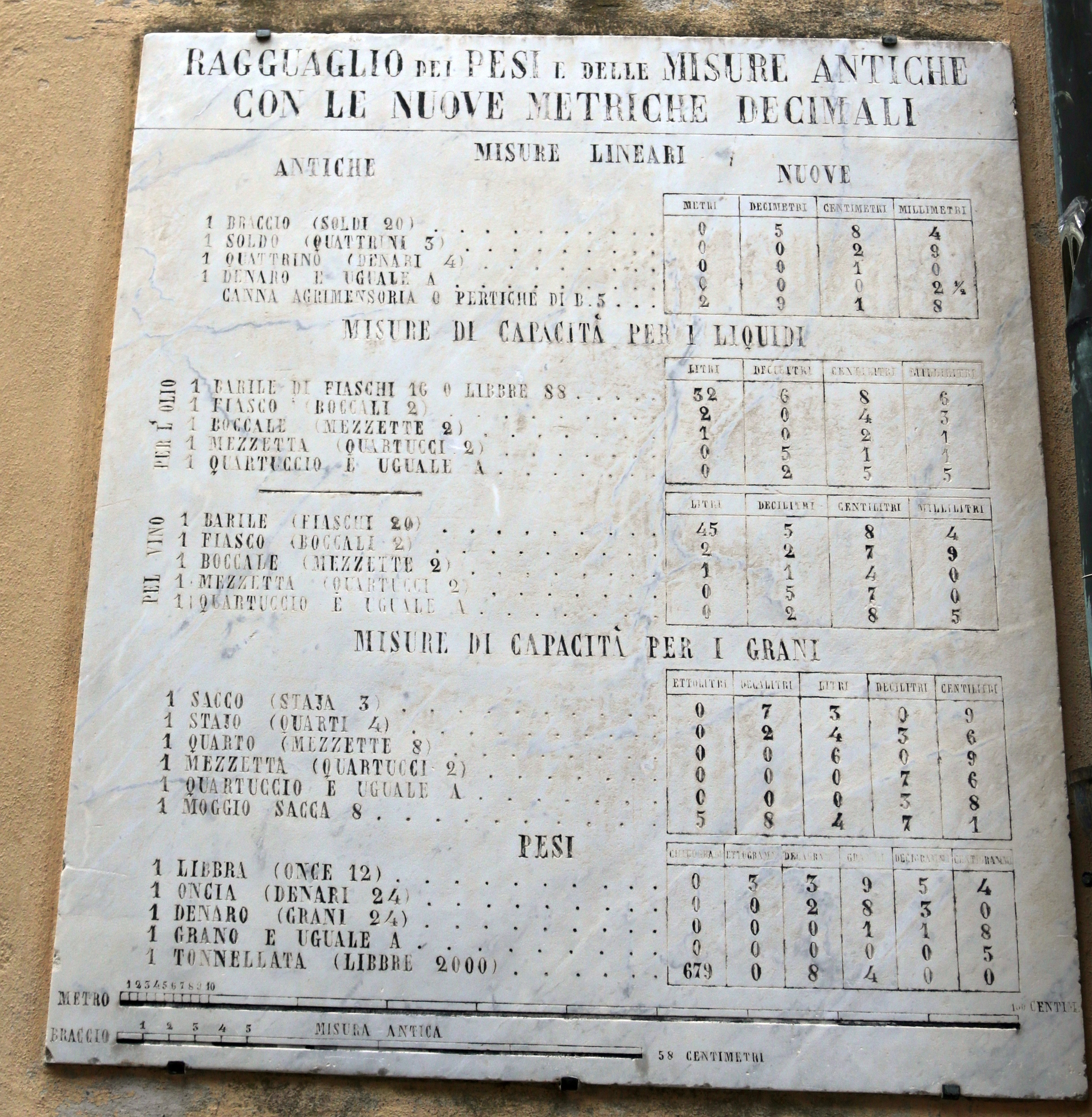
Tabella conversione metrica 1860, Toscana. Un braccio equivale a 58,4 cm

 Cubito è anche il sinonimo dell'osso dell'avambraccio, l'ulna.

## Definizioni
La misura del cubito era di circa mezzo metro e corrispondeva idealmente alla lunghezza dell'avambraccio, a partire dal gomito fino alla punta del dito medio.

### Misure dei cubiti nel mondo antico
Il cubito variava secondo il sistema metrico usato dalle singole città: ad Atene misurava circa 0,525 m (era detto in greco antico: πῆχυς? (pêchys) o in greco πήχης? (pī́chīs), che significa avambraccio; secondo la mitologia si riferiva all'avambraccio di Eracle).
La misura precisa variava a seconda dei paesi:
- Cubito ebraico = 44,45 cm.
  - suddiviso in 6 tefachim (palmi)
  - del cubito ebraico esistono altre due versioni, una più grande di un palmo (51,8 cm) ed una misurata dal gomito fino alle nocche della mano chiusa (38 cm).
- Cubito egizio = 44,7 cm
- Cubito reale egizio (niswt) = 52,36 cm 
  - suddiviso in 7 palmi (schesep) o 28 dita (djeb'a)
  - multipli: canna (khet) = 100 cubiti (52,3 metri), iteru fluviale = 5.000 cubiti (2,615 km), iteru cartografico = 20.000 cubiti (10,46 km)
- Cubito sumerico di Nippur = 51,86 cm
- Cubito romano = 44,4375 cm
- Cubito inglese (cubit) = 45,72 cm
  - suddiviso in 18 pollici, corrisponde a un piede e mezzo

### Citazioni di misure
- Secondo la Bibbia, Golia sarebbe stato alto sei cubiti e un palmo (circa 2,75 metri, se 1 cubito ebraico = 44,45 cm).
- Secondo la Bibbia, l'Arca di Noè sarebbe stata lunga 300 cubiti (circa 133,35 metri, se 1 cubito ebraico = 44,45 cm).
- Secondo Erodoto, Oreste sarebbe stato alto sette cubiti (più di 3 metri).[2]
- Secondo Omero, la lancia di Ettore sarebbe stata lunga undici cubiti (quasi 5 metri).[3]